# م‍ح‍م‍د ت‍ق‍ي ال‍ج‍ع‍ف‍ري
محمد تقي بن كريم الجعفري (بالفارسیة: محمدتقی جعفری) (تبريز 1341- لندن 1419هـ)،عالم دين وفيلسوف إسلامي شيعي إيراني معاصر، من شرّاح نهج البلاغة، و هو من تلامذة قائد الثورة الإيرانية روح الله الخميني، كما درس العلوم الحوزوية في النجف و من أهم أساتذته هناك المرجع الشيعي أبو القاسم الخوئي، له الكثير من المؤلفات في العديد من العلوم. توفي في مستشفى بلندن و دفن في مدينة مشهد الإيرانية.

## نشأته
محمد تقي، والده كريم كان يعمل خبازاً،
ولد في شهر محرم سنة 1344هـ في مدينة تبريز الإيرانية، بعد إكمال دراسته الابتدائية في مسقط رأسه تبريز، شرع بدراسة العلوم الدينية في مدينة تبريز، وبعد إكماله لمرحلة المقدّمات وقسماً من السطوح سافر إلى العاصمة طهران عام 1359هـ لإكمال دراسته في مدرسة مروي، وفي عام 1363هـ سافر إلى مدينة قم، وبقي فيها حوالي سنة، وفي نهاية عام 1364هـ هاجر إلى النجف الأشرف في العراق لمواصلة دراسته الدينية، وبقي فيها اثنا عشرة سنة.
و في عام 1378هـ عاد إلي قم، ثمّ ذهب إلى مشهد المقدّسة، وبعدها عاد إلى طهران، وبقي فيها يواصل البحث والتحقيق والتأليف في الفلسفة والعرفان والفقه حتّى آخر حياته.

## أساتذته
- عبد الهادي الشيرازي.
- محمد كاظم الشيرازي.
- محمد هادي الميلاني.
- محمود الشاهرودي.
- محسن الحكيم.
- جمال الدين الكلبايكاني.
- حسن الموسوي البجنوردي.
- محمد رضا التنكابني.
- مرتضى الطالقاني.
- أبو القاسم الخوئي.
- مهدي الآشتياني.
- محمد الحجة الكوهكمري.
- روح الله الخميني.[2]

## تلامذته
- أبو الحسن مجتهد المزارعي.
- أبو القاسم الحسيني.
- عبد الرحيم كواهي.
- عبد الله نصري.
- محمّد مهدي كرجيان.
- علي أكبر الغفاري.[3]

## أقوال العلماء فيه
- قال محمّد هادي الأميني: «عالم فاضل، كاتب قدير، مؤلّف مكثر، أُستاذ الفلسفة والأدب الفارسي».
- قول محمّد حسين الحسيني الجلالي في فهرس التراث: «هو من قدماء تلامذة سيّدنا الأُستاذ الخوئي… اجتمعت به في طهران فوجدته على روح معنوية عالية، بعيدة عن التكلّف، منقطع إلى التأليف، ولا يسامر سوى كتبه في مكتبته الخاصّة».

## مؤلفاته
1. قاعدة لاضرر ولاضرار.
2. حقوق الحيوانات في الفقه الإسلامي.
3. عقوبة السرقة في الإسلام.
4. مقايسة حقوق البشر في الإسلام والغرب.
5. الأمر بالمعروف والنهي عن المنكر.
6. حرمة الإجهاض.
7. الرضاع
8. الحقوق العالمية للإنسان في الإسلام والغرب.
9. الجبر والاختيار.
10. العلم في خدمة الإنسان.
11. رابطة العلم والحقيقة.
12. الامل والانتظار .
13. فلسفة الدين.
14. تعاون الدين والعلم.
15. الامر بين الامرين.
16. نهاية الإدراك الواقعي بين الفلسفة القديمة والحديثة.
17. العرفان الإسلامي.
18. هل تتفاوت الشريعة والطريقة والحقيقة.
19. دعاء الإمام الحسين في صحراء عرفة.
20. الإمام علي والعرفان.
21. الوجدان.
22. الاخلاق والمذهب.
23. شرح وتفسير نهج البلاغة، باللغة الفارسية.[4][5]

## وفاته
تُوفّي الجعفري في السادس والعشرين من شهر رجب في سنة 1419هـ، وله من العمر أربع وسبعون عاما، ودُفن في حرم الإمام علي الرضا في مشهد.

## وصلات خارجية
- موسسه نشر أثار علامه جعفری